# Liste der Straßen in Essen-Schonnebeck
Die Liste der Straßen in Essen-Schonnebeck beschreibt das Straßensystem im Essener Stadtteil Schonnebeck mit den entsprechenden historischen Bezügen.

## Einführung und Überblick
In Essen-Schonnebeck leben 11715 Einwohner (30. September 2022) auf einer Fläche von 2,83 km². Schonnebeck hat den Postleitzahlenbezirk 45309.
Schonnebeck wurde erstmals im Jahr 1242 erwähnt und gehörte ab 1808 zur neugegründeten Munizipalität Altenessen, welche 1813 zur eigenständigen Bürgermeisterei erhoben wurde. Am 1. Januar 1874 wurde aus dieser die neue Bürgermeisterei Stoppenberg ausgegliedert, an die Schonnebeck fiel. Diese Zugehörigkeit blieb bis zur Eingemeindung in die Stadt Essen 1929 bestehen. Nach zunächst landwirtschaftlichem Charakter wurde Schonnebeck durch Industrie und Bergbau geprägt, wobei neben einigen Gewerbegebieten im Stadtteil heute hauptsächlich dichte Wohnbebauung dominiert.
Im Norden grenzt Schonnebeck an Katernberg. Entlang der Grenze führt die Fahrradtrasse Zollvereinweg, Dornbuschhegge, Huestraße und Kleiner Busch. Entlang der Landschede im Osten verläuft eine kurze Grenze zu Gelsenkirchen. Im Osten und Südosten grenzt der Stadtteil Essen-Kray am Zollvereinweg, Kappertsiepen, Bonifaciusstraße und Morgensteig. Im Süden gibt es eine kurze Grenze zu Frillendorf und auf der westlichen Seite von Schonnebeck grenzt Stoppenberg an der Hallostraße und Gelsenkirchener Straße.
In Schonnebeck gibt es 69 benannte Verkehrsflächen, darunter zwei Plätze: der Gustav-Heinemann-Platz und der Karl-Meyer-Platz, auch Schonnebecker Markt genannt. Neun Straße befinden sich nur teilweise im Stadtteil: Huestraße, Karl-Meyer-Straße und Schonnebeckhöfe verlaufen im Norden nach Katernberg; im Süden und Osten verlaufen Berkenberg, Berkenhölzken, Bonifaciusstraße und Morgensteig in den Stadtteil Kray; nach Stoppenberg im Westen verlaufen Hallostraße und Langemarckstraße.
Durch den Stadtteil Schonnebeck verläuft
- die Landesstraße L 452 auf der Hallostraße und Saatbruchstraße
- die Kreisstraße K 18 auf der Huestraße

## Liste der Straßen
Die nachfolgende Tabelle gibt eine Übersicht über die Straßen und Wege im Stadtteil mit entsprechenden Informationen.
- Name: aktuelle Bezeichnung der Straße.
- Länge/Maße in Metern: Die in der Übersicht enthaltenen Längenangaben sind gerundete Übersichtswerte, die in Google Earth mit dem dortigen Maßstab ermittelt wurden. Sie dienen Vergleichszwecken und werden, sofern amtliche Werte bekannt sind, ausgetauscht und gesondert gekennzeichnet. Der Zusatz „+“ bemerkt die Länge einer Straße in der Hauptlänge „+“ die abzweigenden Nebenstraßen. Bei Plätzen sind die Maße in der Form ab angegeben. Der Zusatz (im Stadtteil) gibt an, dass die Länge die des Straßenabschnitts innerhalb des Stadtkerns ist, sofern die Straße in benachbarte Stadtteile weitergeführt wird. Der Zusatz (ohne Stichstraßen) gibt bei verzweigten Straßen die Länge der „Hauptstraße“ an. Der Zusatz (alle Straßenabschnitte zusammen) gibt an, dass die Straße so verwinkelt ist, dass keine „Hauptstraße“ besteht. Stattdessen wird die Länge aller Straßenabschnitte zusammengezählt.
- Herleitung: Ursprung oder Bezug des Namens
- Datum der Benennung: amtliche Erstbenennung
- Anmerkungen: zusätzliche Informationen
- Bild: Foto der Straße oder eines anliegenden Objekts

| Name                      | Länge/Maße (in Metern)   | Herleitung                                                                                     | Datum der Benennung | Bemerkungen | Bild                            |
| ------------------------- | ------------------------ | ---------------------------------------------------------------------------------------------- | ------------------- | --- | ------------------------------- |
| Achtmorgenfeld            | 165                      | Flurname                                                                                       | 19. Jan. 1955       | Die Siedlungsstraße zweigt nördlich von der Rürupstraße ab und befindet sich nahe der Grenze zu Kray. |                                 |
| Am Broch                  | 390                      | Mündlich überlieferte Lagebezeichnung                                                          | 3. März 1953        | Bruch oder Broch, in der rheinischen Gegend auch Broich, ist eine Bezeichnung für eine Sumpflandschaft. Die Siedlungsstraße zweigt westlich von Ophoffsfeld ab und kreuzt An Lindemanns Kreuz, bevor sie in einer Sackgasse endet. Die Straße liegt parallel zur Wagenfuhr. |                                 |
| Am Teichstück             | 580                      | Flurname                                                                                       | 11. Dez. 1959       | Am Teichstück liegt an der Grenze zu Stoppenberg und verläuft bogenförmig vom Drostenbusch. Innerhalb des Bogens liegt der Hofkamp. |                                 |
| An Lindemanns Kreuz       | 160                      | Kreuzstation in Erinnerung an Bauer Lindemann                                                  | 3. März 1953        | Die Straße verbindet Am Broch und Im Lindenstück und kreuzt die Straße Wagenfuhr. |                                 |
| Auf dem Stapel            | 520 + 50                 | Begriff aus dem Bergbau                                                                        | 14. Juli 1922       | Stapel bezeichnet einen Blindschacht, der ein oder mehrere Sohlen verbindet aber nicht die Tagesoberfläche erreicht. Die Straße schlängelt sich mit einigen Abzweigungen zwischen Westbergstraße im Norden und Immelmannstraße im Süden. |                                 |
| Auf der Delle             | 280 + 130                | Flurname                                                                                       | 15. März 1950       | Auf der Delle verläuft bogenförmig zwischen dem Donatweg und Wintersellweg. Auf ungefähr der Hälfte zweigt ein Arm der Straße in eine Sackgasse ab. |                                 |
| Auf der Horst             | 135                      | Flurname                                                                                       | 8. Sep. 1959        | Diese kleine Siedlungsstraße liegt parallel zu Schonnebeckhöfe und ist durch einen Fußweg mit der Hallostraße verbunden. |                                 |
| Berkenberg                | 200 (im Stadtteil)       | Flurname: Berkenberg                                                                           | 14. Nov. 1935       | In der Landmatrikel von 1668 steht: Der Hof Unterberg in Kray hat in Pfachtung 12 Morgen, so auf Berkenberg gelegen. Die Straße Berkenberg, die zuvor teilweise Hubertstraße hieß, zweigt östlich von der Straße Morgensteig ab und führt in nördlicher Richtung weiter nach Kray. |                                 |
| Berkenhölzken             | 135 (im Stadtteil)       | Flurname: Berkenhölzken                                                                        | 20. Nov. 1937       | Die nach einer alten Flur benannte Straße Berkenhölzken, die zuvor Zechenstraße hieß, zweigt westlich der Joachimstraße ab, wobei sie die Grenze zu Schonnebeck bildet. |                                 |
| Berkenkampmühle           | 135                      | Windmühle im Kamp                                                                              | 25. Feb. 1937       | Die Kampsche Mühle war in den 1880ern die letzte Windmühle auf Essener Gebiet und wurde vom Müller Johann Kamp errichtet. Im Oktober 1972 wurde die Mühle abgerissen. Die Straße zweigt südlich von der Bonifaciusstraße ab und liegt parallel zu Berkenhölzken und in der Nähe von Berkenberg. |                                 |
| Biegonstraße              | 190                      | Friedrich Biegon von Czudnochowski (1789–1864), Bürgermeister von Steele 1838 bis 1844         | 2. Juli 1958        | Die Straße zweigt nördlich von der Pfeifferstraße ab und liegt hinter der Richard-Schirrmann-Realschule (von 2018 bis 2020 „Realschule an der Gelsenkirchener Straße“). |                                 |
| Bonifaciusstraße          | 790 (im Stadtteil)       | Grubenfeld Bonifacius                                                                          | 15. Jan. 1936       | Die Straße wurde nach dem Grubenfeld Bonifacius der Zeche Bonifacius benannt. Ursprünglich gehörte die heutige Straße Am Mechtenberg bis 1988 zur Bonifaciusstraße. Die Bonifaciusstraße führt heute von der Fichtelstraße in Essen-Kray in westlicher Richtung weiter nach Schonnebeck, wobei sie zwischen den Straßen Kappertsiepen und Matthias-Erzberger-Straße die Stadtteilgrenze bildet. Von dort bis auf Schonnebecker Gebiet hieß sie bis 1936 Hellweg. |                                 |
| Brandhoffs Delle          | 160                      | Zum Hof Brandhoff/Vogelsang gehörende Delle                                                    | 3. März 1953        | Das Wort „Tal“ geht zurück auf die indogermanische Wurzel dhel- „Biegung, Höhlung, Wölbung“ und ist mit dem Wort Delle verwandt. Die Straße ist eine Sackgasse an der Grenze zu Kray, die nordöstlich von der Portendieckstraße abzweigt. |                                 |
| Dietherichweg             | 150                      | Hof Droste                                                                                     | 20. Juli 1966       | Laut Landmatrikel 1668 war Dietherich Droste zu Viefhausen Aufsitzer des Hof Droste (→ Drostenhof). Die kleine Siedlungsstraße zweigt östlich vom Drostenbusch ab. |                                 |
| Donatweg                  | 450                      | Eugen Donat (* 1901), ehemaliger Leiter der Rheinischen Heimstätte GmbH, Geschäftsstelle Essen | 22. Dez. 1949       | Diese Siedlungsstraße zweigt von der Langemarckstraße ab und bietet Zufahrt zu Auf der Delle. |                                 |
| Drostenbusch              | 1320 + 120               | Zum Hof Droste gehörendes Wäldchen                                                             | 14. Nov. 1935       | Drostenbusch zweigt nördlich von der Hallostraße ab und verästelt sich zunächst in zwei Richtungen und im weiteren Verlauf in mehrere Nebenarme. Am Drostenbusch liegen unter anderem auch der Drostenhof und der Dietherichweg, die den gleichen Namensursprung haben, aber auch der Viefhaushof. Die benachbarten Höfe Droste und Viefhaus sind an dieser Stelle auf der Honigmannkarte von 1806 verzeichnet. |                                 |
| Drostenhof                | 285                      | Hofname                                                                                        | 20. Juli 1966       | Der Hof ist 1542 urkundlich belegt. Laut Landmatrikel 1668 ist Aufsitzer des 75 Morgen großen Hofes Dietherich Drost zu Viefhausen. Der Hof Droste ist ein Leibgewinngut des Damenstiftes Stoppenberg. In der Mutterrolle 1826 ist Eigentümer des inzwischen 134 Morgen großen Hofes Philipp Droste. |                                 |
| Forschepoeterweg          | 340 + 125                | Kottenname                                                                                     | 22. Mai 1946        | Die Straße verbindet den Drostenbusch mit den Schonnebeckhöfen und kreuzt die Straße Kaldekirche. |                                 |
| Friedhofstraße            | 185                      | Friedhof Schonnebeck                                                                           | vor 1903            | Der Kommunalfriedhof Schonnebeck wurde am 1. Januar 1902 eröffnet. Das etwa 3 Hektar große Gelände wurde durch Vertrag vom 29. November 1900 von den Erben des Landwirts Lindemann erworben. Die Straße zweigt östlich von der Matthias-Erzberger-Straße ab und liegt parallel zur Wengestraße. |                                 |
| Gareisstraße              | 615                      | Karl Gareis (1889–1921), Fraktionsvorsitzender der USPD im bayerischen Landtag                 | 14. Juli 1922       | Die Gareisstraße hieß ursprünglich Friedrichstraße und wurde zwischen 1933 und 1945 in Boelckestraße umbenannt. Die Straße verläuft parallel zur Saatbruchstraße und verbindet die Schonnebeckhöfe mit der Huestraße. An der Gareisstraße liegt auch die Christuskirche der Evangelisch-Freikirchliche Gemeinde. | Christuskirche, Gareisstraße 41 |
| Garnbleiche               | 270                      | Der Leinweber Niekämper betrieb um 1810 in der Nähe eine Garnbleiche                           | 31. Mai 1930        | Garnbleiche ist eine kleine Siedlungsstraße, die zwischen Kleiner Bruch und Portendieckstraße liegt, in der Nähe der Grenze zu Katernberg, Kray und Gelsenkirchen. |                                 |
| Gartenstiege              | 160                      | Schmaler Weg durch die Gärten der ECA-Siedlung                                                 | 31. Juli 1952       | Die Economic Cooperation Administration verwaltete die Finanzierung durch den sogenannten Marshall-Plan und startete 1951 den „ECA-Wettbewerb“ für Architekten und Baufirmen, um damit deutschlandweit 10.000 Flüchtlingswohnungen zu realisieren. In Essen wurden so zwischen 1952 und 1954 fast 500 Eigenheime für Bergleute errichtet. Deutschlandweit wurden über 3.000 bezahlbare Wohnungen geschaffen. Die ECA-Siedlung in Schonnebeck befindet sich nicht ausschließlich an der Gartenstiege, sondern ebenfalls an und zwischen den parallel verlaufenden Straßen Wagenfuhr, Am Broch und Ophoffstraße. Seit 1953 gibt es auch eine eingetragene Siedlergemeinschaft ECA-Siedlung Essen-Schonnebeck e. V., die regelmäßig Veranstaltungen organisiert. Die Gartenstiege verläuft zwischen Riegelweg und Kaldekirche. |                                 |
| Gerhardstraße             | 95                       | Gerhard Engelskirchen (1872–1957), Mitglied im Gemeinderat 1907 bis 1929                       | 26. März 1914       | Die Stichstraße zweigt nördlich von der Westbergstraße ab. |                                 |
| Gustav-Heinemann-Platz    |                          | Gustav Heinemann, Essener Oberbürgermeister und späterer Bundespräsident                       | 15. Mai 2024        | Der Gustav-Heinemann-Platz befindet sich auf dem Gelände der Gustav-Heinemann-Gesamtschule. |                                 |
| Hallostraße               | 1425 (im Stadtteil)      | Flurname: Hochgelegener Wald                                                                   | 20. Nov. 1937       | Die Hallostraße gehört zu einer Hauptstraße in Schonnebeck und verläuft in Ost-West-Richtung. Sie kommt aus dem westlichen Stadtteil Stoppenberg als Landesstraße L 452 und geht an der Kreuzung Schonnebeckhöfe in die Saatbruchstraße über. |                                 |
| Hausdykerfeld             | 720                      | Flurname: Haus Dieck bzw. Dyck                                                                 | 20. Nov. 1937       | Als kleine Nebenstraße, die westlich von der Matthias-Erzberger-Straße abzweigt, schlängelt sie sich auf kleinen Straßen und teilweise Fußwegen nördlich der Bonifaciusstraße durch die Siedlung. |                                 |
| Hofkamp                   | 190                      | Flurname                                                                                       | 11. Dez. 1959       | Der Hofkamp ist eine Querstraße von Am Teichstück und verläuft parallel zum Drostenbusch. |                                 |
| Huestraße                 | 710 (im Stadtteil)       | Otto Hue (1868–1922), Gewerkschaftler und Politiker                                            | 15. Mai 1945        | Aus Katernberg im Norden kommend verläuft die Huestraße in Schonnebeck in südlicher Richtung bis zur Matthias-Erzberger-Straße. | Huestraße                       |
| Im Lindenstück            | 290                      | Flurname                                                                                       | 3. März 1953        | Die Straße zweigt nordwestlich von der Portendieckstraße ab und führt zur ECA-Siedlung rund um die Straße Wagenfuhr (→ Gartenstiege). |                                 |
| Immelmannstraße           | 220                      | Max Immelmann (1890–1916), Jagdflieger im Ersten Weltkrieg                                     | 20. Nov. 1937       | Zwischen dem südlichen Ende der Schonnebeckhöfe und der Huestraße liegt die Immelmannstraße. An der Straße liegt die vom Architekt Carl Nordmann 1907 geplante Immanuelkirche der evangelischen Gemeinde Schonnebeck, die katholische Kirche St. Elisabeth der Pfarrei „Heilige Cosmas und Damian“ und die Grundschule „Schillerschule“. |                                 |
| In der Senke              | 80                       | Lage der Straße                                                                                | 3. März 1953        | Eine kurze Sackgasse, die nördlich von der Ophoffstraße abzweigt und in der ECA-Siedlung liegt. |                                 |
| Irispfad                  | 140                      | Blume: Iris bzw. Schwertlilie                                                                  | 15. Juli 1954       | Die Querstraßen der Straße Wagenfuhr haben Blumennamen: Irispfad, Mohnblüte und Resedapfad. Diese Straßen sind nicht mehr als Zugangswege zu den Häusern der ECA-Siedlung und sind nur als Fußweg ausgelegt. |                                 |
| Joachimberg               | 100                      | Schacht Friedrich Joachim der Zeche Königin Elisabeth                                          | 14. Jan. 1935       | Die kurze Stichstraße zweigt vom Berkenhölzken ab und liegt in der Nähe der Joachimstraße. |                                 |
| Kaldekirche               | 390                      | Hof- und Flurname                                                                              | 7. Aug. 1894        | Der Hof „Kolle Kerk“ lag laut Honigmannkarte von 1806 in der Nähe der Pfeifferstraße. Auf dieser Karte ist auch ein ausgedrehnter Bruch verzeichnet, der „Kolle Kerk“ genannt wird und gemeinschaftlich mit Katernberg, Schonnebeck und Stoppenberg genutzt wird. Die Straße führt vom Riegelweg Richtung Nordwesten in den Stadtteil Stoppenberg zur Gelsenkirchener Straße. |                                 |
| Karl-Meyer-Platz          | 55 × 77                  | Carl Meyer (1857–1925), Bürgermeister von Stoppenberg (1891–1924)                              | 28. März 1916       | Als Marktplatz ist der Karl-Meyer-Platz auch bekannt als „Schonnebecker Markt“, er liegt an der Saatbruchstraße. |                                 |
| Karl-Meyer-Straße         | 320 (im Stadtteil)       | Carl Meyer (1857–1925), Bürgermeister von Stoppenberg (1891–1924)                              | 15. Jan. 1936       | Gegenüber des Karl-Meyer-Platzes an der Karl-Meyer-Straße lag ein Schulgebäude, das bis in die 1960er Jahre als Schillerschule aufgeführt war. Zwischen den 1970ern und 1980ern wurde es nicht mehr als weiterführende Schule genutzt und in den 1990ern teilweise zurückgebaut. 2017 beschließt die Stadt, das Grundstück zu verkaufen. ALDI hatte bereits 2019 bekannt gegeben sein Stammhaus in der Huestraße 89 schließen zu wollen und ersetzte die „Filiale Nummer 1“ am 1. Dezember 2020 durch den Neubau am Schonnebecker Markt. Dahinter befindet sich das Jugendzentrum Schonnebeck. |                                 |
| Kleiner Bruch             | 620                      | Flurname                                                                                       | 12. Nov. 1934       | Der „kleine Schonnebecker Bruch“ lag im 19. Jahrhundert an der nördlichen Grenze von Schonnebeck, in der Nähe der heutigen Straße Schonnebeckhöfe. Die Straße liegt an der Grenze zum Stadtteil Katernberg und der Nachbarstadt Gelsenkirchen. |                                 |
| Kurze Straße              | 165                      | Kurze Verbindungsstraße                                                                        | 6. Nov. 1897        | Die Sackgasse zweigt von der Bonifaciusstraße ab und liegt in der Nähe der Grenze zu Frillendorf und Stoppenberg. |                                 |
| Landschede                | 185                      | Landscheide bzw. Landgrenze zu Gelsenkirchen                                                   | 12. Nov. 1934       | Die Landschede ist eine Grenzstraße zu Gelsenkirchen zwischen Kleiner Bruch und Portendieckstraße. |                                 |
| Langemarckstraße          | 630 + 105 (im Stadtteil) | Kriegserinnerung an Langemarck                                                                 | 8. Mai 1933         | Langemarck war ein im Ersten Weltkrieg hart umkämpfter Ort in der belgischen Provinz Westflandern. Die Langemarckstraße, die in Frillendorf zuvor Schonnebecker Straße hieß, führt von der Ernestinenstraße als Grenze zu Stoppenberg in westlicher Richtung weiter nach Schonnebeck. |                                 |
| Lindemannshofstraße       | 95                       | Hofname, 1304 urkundlich erwähnt                                                               | 22. Feb. 1921       | Die Straße verbindet die Wengestraße mit der Portendieckstraße. |                                 |
| Matthias-Erzberger-Straße | 720                      | Matthias Erzberger (1875–1921), Politiker und Publizist im Kaiserreich                         | 9. Okt. 1945        | Es ist eine der Hauptstraßen in Schonnebeck und verläuft in Nord-Süd-Richtung. Sie beginnt im nördlichen Verlauf an der Kreuzung Huestraße und Langemarckstraße und verläuft im südlichen Verlauf über die Stadtteilgrenze als Joachimstraße weiter nach Essen-Kray. |                                 |
| Mohnblüte                 | 140                      | Blumenname                                                                                     | 15. Juli 1954       | Die Querstraßen der Straße Wagenfuhr haben Blumennamen: Irispfad, Mohnblüte und Resedapfad. Diese Straßen sind nicht mehr als Zugangswege zu den Häusern der ECA-Siedlung und sind nur als Fußweg ausgelegt. |                                 |
| Morgensteig               | 260 (im Stadtteil)       | Auf den acht Morgen, Flurname                                                                  | 20. Nov. 1937       | Der Morgensteig führt an der Flur Auf den acht Morgen vorbei (→ Achtmorgenfeld). Die Straße zweigt nördlich von der Bonifaciusstraße ab und führt über die Stadtteilgrenze nach Kray. |                                 |
| Nachbarnweg               | 120                      | Lagebeschreibung                                                                               | 20. Nov. 1937       | Die Begründung: Der Weg stellt die Verbindung zwischen den „Nachbarn“ der Gareisstraße und Saatbruchstraße her. Die Straße verläuft parallel zur Karl-Meyer-Straße und Schonnebeckhöfe zwischen Gareisstraße und Saatbruchstraße. |                                 |
| Ocklenburgs Ried          | 190                      | Kottenname, seit 1358 urkundlich benannt                                                       | 20. Nov. 1937       | Die Straße verbindet den Drostenbusch mit Kaldekirche und liegt an der Stadtteilgrenze zu Stoppenberg. |                                 |
| Ophoffsfeld               | 370 + 50                 | Flurname: Zum Hof Ophoff gehörendes Feld                                                       | 3. März 1953        | Ophoffsfeld verbindet die Straßen Kleiner Bruch und Portendieckstraße und kreuzt unter anderem die Ophoffstraße. |                                 |
| Ophoffstraße              | 520                      | Hofname: Ophoff, im Jahre 1413 war Werner Vrye Lehnsmann                                       | 3. März 1953        | Die Ophoffstraße zweigt östlich von der Huestraße ab und führt in die ECA-Siedlung Schonnebeck (→ Gartenstiege). Südlich zweigen die Verbindungswege I. bis III. Stiege, Steiler Garten und Weidepfad ab, die zu Am Broch führen. |                                 |
| Pfeifferstraße            | 390                      | Bertram Pfeiffer (1797–1872), Bürgermeister der Stadt Essen von 1833 bis 1847                  | 2. Juli 1958        | Die Straße führt von der Gelsenkirchener Straße in Stoppenberg zum Drostenbusch. |                                 |
| Portendieckstraße         | 840                      | Haus Portendieck                                                                               | 7. Aug. 1894        | Das adelige Haus der „Porten to dem Dieck“ war ursprünglich eine Wasserburg. Urkundlich erwähnt ist das Haus 1237 mit Lodewich oppen Diecke. Die Herren von Dieck waren mit dem Lindemannshof, Schattershof, Niekämper und weiteren reich begütert. Anfang des 17. Jahrhunderts geht das Haus auf das Haus Horst durch Heirat über. |                                 |
| Reickskamp                | 95                       | Flurname, geht zurück auf den Kotten Reick                                                     | 11. Dez. 1931       | Der Reickskamp verbindet die Gerhardstraße mit dem Westbergkamp. |                                 |
| Resedapfad                | 145                      | Blumenname                                                                                     | 15. Juli 1954       | Die Querstraßen der Straße Wagenfuhr haben Blumennamen: Irispfad, Mohnblüte und Resedapfad. Diese Straßen sind nicht mehr als Zugangswege zu den Häusern der ECA-Siedlung und sind nur als Fußweg ausgelegt. |                                 |
| Riedheim                  | 365                      | Flurbezeichnung, Schilfgras-Bewuchs                                                            | 21. Jan. 1993       | Diese kleine Siedlungsstraße zweigt westlich von der Straße Schonnebeckhöfe ab und liegt nahe den Grenzen zu Stoppenberg und Katernberg. |                                 |
| Riegelweg                 | 380                      | Lagebezeichnung                                                                                | 31. Juli 1952       | Die Straße liegt wie ein Riegel vor der Straße Kaldekirche. Sie verläuft zwischen Drostenbusch und Schonnebeckhöfe. |                                 |
| Rürupstraße               | 155                      | Heinrich Rürup (1876–1954), deutscher Politiker (Zentrum)                                      | 19. Jan. 1955       | Die Straße liegt zwischen Morgensteig und Berkenberg an der Grenze zu Kray. |                                 |
| Saatbruchstraße           | 475                      | Name einer Gemeinheit, die in den 1830ern aufgeteilt wurde                                     | 7. Aug. 1894        | Die Saatbruchstraße führt die Landesstraße L 452 von der Hallostraße weiter und grenzt im Osten an Essen-Katernberg. An der Saatbruchstraße liegt der Karl-Meyer-Platz, an dem auch die 1914 gebaute Jugendhalle Schonnebeck liegt. | Saatbruchstraße 35              |
| Schetters Busch           | 125                      | Zum Hofe Schetter gehörendes Wäldchen                                                          | 20. Nov. 1937       | Die Straße zweigt südlich von der Portendieckstraße ab. Die Straße führt zu den Sportplätzen der Spielvereinigung Schonnebeck und mündet in mehreren Fußwegen, die in der Flur Schetters Busch liegen und östlich von Friedhof Schonnebeck unter anderem zum Wildgehege führen. Diese Fußwege wurden für die Länge der Straße ignoriert. |                                 |
| Schonnebeckhöfe           | 1140 + 60 (im Stadtteil) | Straße führte über die Schonnebeckhöfe                                                         | 20. Nov. 1937       | Die Straße verläuft aus Katernberg kommend im nördlichen Teil von Schonnebeck und kreuzt die Saatbruchstraße. Zu den Schonnebeckhöfen gehörten (von Norden nach Süden) Drost und Viefhaus am heutigen Drostenbusch bzw. Viefhaushof und die Höfe Reik und Stens in der Nähe der Immelmannstraße. |                                 |
| Steiler Garten            | 130                      | Lagebeschreibung                                                                               | 3. März 1953        | Die Lage der Straße in der ECA-Siedlung. Siehe auch Gartenstiege. |                                 |
| Steinmannshofstraße       | 450 + 80                 | Hofname: Der Hof Steinmann gehörte zum Oberhof Nünning                                         | 31. Mai 1930        | Die Straße verbindet Langemarckstraße und Matthias-Erzberger-Straße. |                                 |
| I. Stiege                 | 105                      | Ein schmaler, ansteigender Weg in der ECA-Siedlung                                             | 3. März 1953        | → Ophoffstraße |                                 |
| II. Stiege                | 115                      | Ein schmaler, ansteigender Weg in der ECA-Siedlung                                             | 3. März 1953        | → Ophoffstraße |                                 |
| III. Stiege               | 120                      | Ein schmaler, ansteigender Weg in der ECA-Siedlung                                             | 3. März 1953        | → Ophoffstraße |                                 |
| Viefhaushof               | 70                       | Höfegruppe in Stoppenberg: Viefhausen bzw. Vyffhausen                                          | 20. Juli 1966       | → Drostenbusch |                                 |
| Wagenfuhr                 | 250                      | Verbindung zum ehemaligen Hof Ophoff                                                           | 3. März 1953        | Die Querstraßen der Straße Wagenfuhr haben Blumennamen: Irispfad, Mohnblüte und Resedapfad. Diese Straßen sind nicht mehr als Zugangswege zu den Häusern der ECA-Siedlung und sind nur als Fußweg ausgelegt. |                                 |
| Weidepfad                 | 140                      | Verbindung zum ehemaligen Hof Ophoff                                                           | 3. März 1953        | → Ophoffstraße |                                 |
| Wengestraße               | 260                      | Franz von der Wenge (1707–1788), Domkapitular zu Münster                                       | 22. Feb. 1921       | Die Straße führt als Einbahnstraße vom Schetters Busch zur Matthias-Erzberger-Straße. |                                 |
| Westbergkamp              | 120                      | Flurname                                                                                       | 20. Nov. 1937       | → Westbergstraße |                                 |
| Westbergstraße            | 480                      | Flurname                                                                                       | 7. Aug. 1894        | Die Westbergstraße liegt zwischen Huestraße und Schonnebeckhöfe, von ihr zweigt nördlich der Westbergkamp ab. |                                 |
| Wintersellweg             | 240                      | Hofname                                                                                        | 13. Okt. 1953       | Die Straße zweigt nördlich von der Steinmannshofstraße ab und führt nach der Kreuzung Auf der Delle in eine Sackgasse. |                                 |

## Liste ehemaliger Straßennamen
Die Liste ehemaliger Straßennamen erhebt keinen Anspruch auf Vollständigkeit.
| Name                 | von           | bis           | umbenannt in (aktuell)                                | Herleitung | Bemerkungen |
| -------------------- | ------------- | ------------- | ----------------------------------------------------- | ---------- | --- |
| An Lindemanns Kreuz  | 3. März 1953  | 15. Juli 1954 | → Irispfad                                            |            | |
| An Lindemanns Kreuz  | 3. März 1953  | 15. Juli 1954 | → Resedapfad                                          |            | |
| Bergstraße           | ursprünglich  | 14. Jan. 1935 | → Joachimberg                                         |            | |
| Boelckestraße        | 8. Mai 1933   | 15. Mai 1945  | → Gareisstraße                                        |            | |
| Buschstraße          | 7. Aug. 1894  | 14. Nov. 1935 | → Drostenbusch                                        |            | |
| Dietwartstraße       | 29. Nov. 1934 | 22. Mai 1946  | → Forschepoeterweg                                    |            | |
| Erzbergerstraße      | 14. Juli 1922 | 8. Mai 1933   | → Von-Epp-Straße (aktuell Matthias-Erzberger-Straße)  |            | |
| Friedrichstraße      | 26. Juni 1899 | 14. Juli 1922 | → Gareisstraße                                        |            | |
| Heinrichstraße       | 7. Aug. 1894  | 20. Nov. 1937 | → Hausdykerfeld                                       |            | |
| Hellweg              | 7. Aug. 1894  | 15. Jan. 1936 | → Bonifaciusstraße                                    |            | Die Bonifaciusstraße gab es seit 1894 im Stadtteil Kray und sie mündete in die ehemalige Straße Hellweg. 1936 wurde die Bonifaciusstraße über den gesamten Hellweg verlängert. |
| Hochstraße           | ursprünglich  | 29. Nov. 1934 | → Dietwartstraße (aktuell Forschepoeterweg)           |            | |
| Hubertstraße         | vor 1901      | 14. Nov. 1935 | → Berkenberg                                          |            | |
| Im Niekamp           | 25. Okt. 1927 | 20. Nov. 1937 | → Westbergkamp                                        |            | Zwischen dem 11. Dezember 1931 und November 1937 hieß die Straße einfach Niekamp.                                                                                              |
| Im Reickskamp        | 25. Okt. 1927 | 11. Dez. 1931 | → Reickskamp                                          |            | |
| Kleinebruchstraße    | 7. Aug. 1894  | 12. Nov. 1934 | → Kleiner Bruch                                       |            | |
| Luisenstraße         | 16. Mai 1900  | 20. Nov. 1937 | → Immelmannstraße                                     |            | |
| Mühlenstraße         | 7. Aug. 1894  | 25. Feb. 1937 | → Berkenkampmühle                                     |            | |
| Schettershofstraße   | 22. Feb. 1921 | 20. Nov. 1937 | → Schetters Busch                                     |            | |
| Schulstraße          | 7. Aug. 1894  | 14. Juli 1922 | → Erzbergerstraße (aktuell Matthias-Erzberger-Straße) |            | |
| Stoppenberger Straße | 7. Aug. 1894  | 20. Nov. 1937 | → Hallostraße                                         |            | Die aus Stoppenberg stammende Hallostraße wurde 1937 über den Verlauf der ehemaligen Stoppenberger Straße verlängert.                                                          |
| Von-Epp-Straße       | 8. Mai 1933   | 9. Okt. 1945  | → Matthias-Erzberger-Straße                           |            | Die Straße hieß zwischen 1945 und dem 9. Oktober 1946 kurzzeitig wieder Erzbergerstraße.                                                                                       |
| Zechenstraße         | 7. Aug. 1894  | 20. Sep. 1937 | → Berkenhölzken                                       |            | |